# Franzenella monniotae
Franzenella monniotae är en mossdjursart som först beskrevs av Jean-Loup d'Hondt 1975.  Franzenella monniotae ingår i släktet Franzenella och familjen Arachnidiidae. Inga underarter finns listade i Catalogue of Life.